# Króciec
Króciec – element konstrukcyjny zbiornika lub aparatu czy urządzenia o budowie zbiornikowej lub rurowej, umożliwiający dostęp do jego wnętrza i połączenie z innym aparatem lub rurociągiem. Przykładami króćców są:

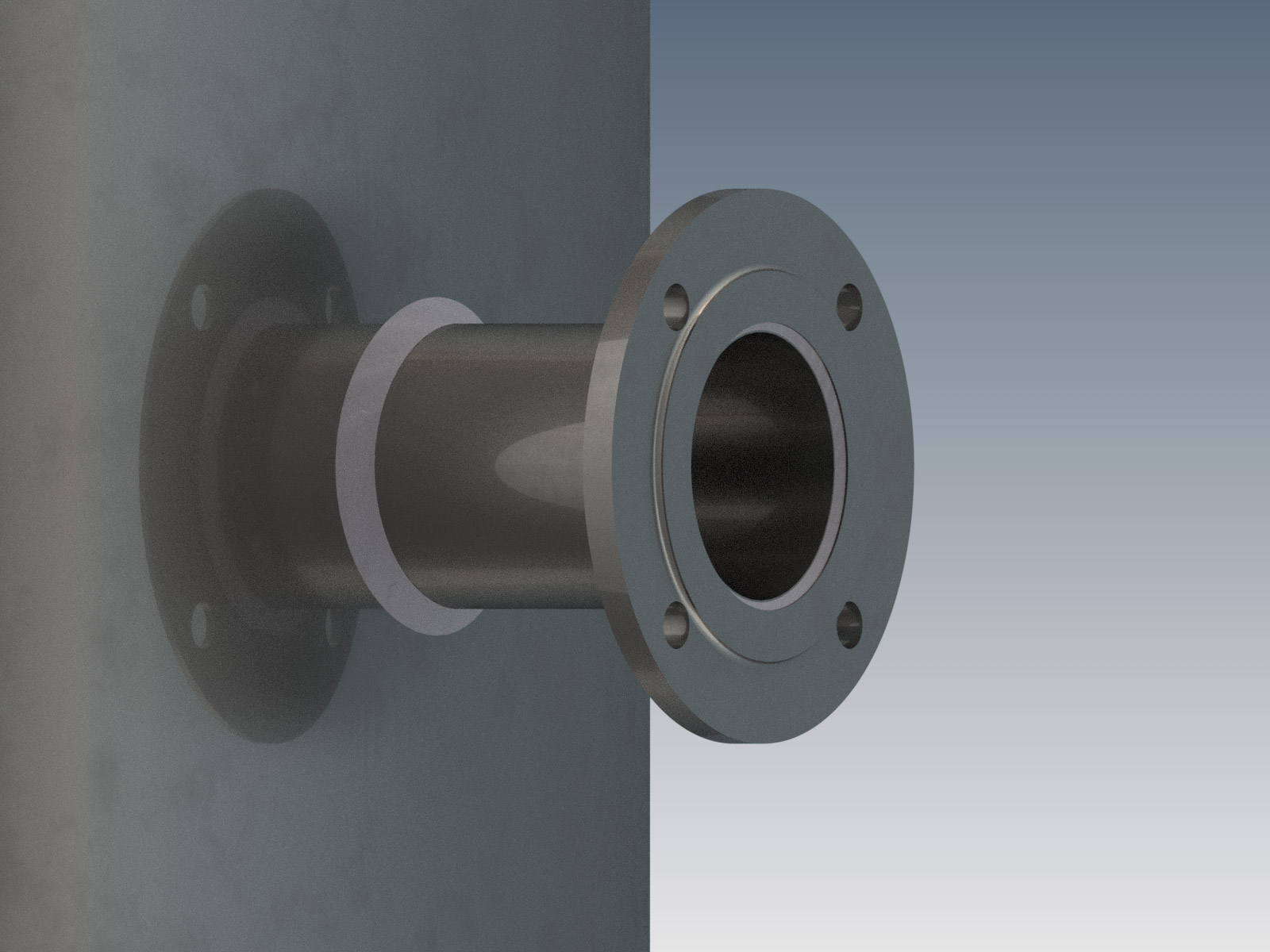
Króciec z kołnierzem

- króćce wlotowe i wylotowe, umożliwiające doprowadzanie lub odprowadzanie medium z lub do zbiornika,
- króćce przyłączeniowe, służące do podłączenia urządzeń zabezpieczających (np. zaworów bezpieczeństwa) lub elementów armatury,
- króćce służące do montażu osprzętu, np. urządzeń pomiarowych,
- wzierniki, służące do obserwacji wnętrza zbiornika.

Króciec ma najczęściej postać krótkiego odcinka rury wspawanej w otwór bądź przyspawanej do wyoblenia w płaszczu, dnie lub pokrywie zbiornika, zakończonej kołnierzem lub nagwintowanej w celu umożliwienia podłączenia innego króćca, rurociągu, pokrywy lub zaślepki. W zbiornikach ciśnieniowych stosuje się króćce o znormalizowanych średnicach, z kołnierzami dobieranymi wg średnicy nominalnej i ciśnienia roboczego.